# Novosibirská přehradní nádrž
Novosibirská přehrada (rusky Новосибирское водохранилище, také Moře Ob nebo Obské moře) je přehradní nádrž na území Novosibirské oblasti a Altajského kraje v Rusku. Má rozlohu 1070 km². Je 200 km dlouhá a maximálně 17 km široká. Průměrná hloubka zde činí 8,3 m. Má objem 8,8 km³.

## Vodní režim
Nádrž na řece Obu za přehradní hrází Novosibirské vodní elektrárny byla naplněna v letech 1957–59. Úroveň hladiny kolísá v rozsahu 5 m. Reguluje sezónní kolísání průtoku. Na břehu leží město Kameň na Obi a vědecké městečko Sibiřského oddělení Ruské akademie věd pro oblast okolo města Novosibirsk, zvané Akademgorodok.